# اندیس توکل آباد
توکل آباد یک اندیس فلزی است که در حوالی شهر داراب استان فارس قرار دارد و مادهٔ معدنی موجود در آن، منگنز است. سنگ میزبان این اندیس رادیولاریت همراه با مارن آهکی وشیل است و دیرینگی آن به دوران تریاس بالا تا کرتاسه بالا می‌رسد.